# Michael Mørkøv
Michael Mørkøv Christensen (Kokkedal, 30 april 1985) is een Deense voormalig wielrenner, die zowel het baan- en het wegwielrennen combineerde.
Zijn jongere broer Jesper Mørkøv was ook actief als wielrenner.

## Biografie
Morkov begon zijn carrière in 2005 bij de continentale wielerploeg Team GLS. Hij concentreerde zich in die periode vooral op het baanwielrennen. Hij vormde in die periode regelmatig samen met Alex Rasmussen een duo tijdens koppelkoersen en zesdaagsen. Samen wonnen ze in totaal negen Zesdaagsen en werden ook één keer wereldkampioen koppelkoers. Dit laatste gebeurde begin 2009 te Pruszków. Morkov behoorde in deze periode ook tot de Deense nationale ploeg in de Ploegenachtervolging. Tijdens de Olympische Zomerspelen 2008 wist hij samen met ploegmaats Casper Jørgensen, Jens-Erik Madsen en Alex Rasmussen zilver te veroveren in de ploegenachtervolging. In de finale bleek enkel het Britse viertal te sterk voor de Deense ploeg. Vier jaar later tijdens de spelen van Londen nam hij wederom deel aan de ploegenachtervolging. Samen met Lasse Norman Hansen, Rasmus Quaade en Casper von Folsach eindigde hij als vijfde op tien deelnemers
Vanaf het seizoen 2009 focustte Morkov zich meer op het wegwielrennen. Hij reed hij tussen 2009 en 2015 voor Tinkoff-Saxo. Zijn eerste grote zege op de weg boekte hij op 29 augustus 2013. Tijdens de zesde etappe van de Ronde van Spanje 2013 met aankomst in Caceres won hij de Massasprint voor Maximiliano Richeze. Vanaf 2016 kwam hij twee seizoenen uit voor Katjoesja. Om vanaf 2018 bij Deceuninck–Quick-Step terecht te komen. Hier ontwikkelde Mørkøv zich tot een sterke lead-out man in de sprinttrein voor topsprinters als Elia VivianiFabio Jakobsen, Sam Bennett en Mark Cavendish. Zelf won hij in deze periode tweemaal op rij het Deens kampioenschap (2018 & 2019). In totaal staan er drie nationale titels op de weg op zijn palmares. Eerder won hij al in 2013. 
Op het einde van 2018 nam Morkov het baanwielrennen weer terug meer op in zijn wedstrijdprogramma. Dit met het oog op de koppelkoers van de Olympische Spelen 2020. Samen met Lasse Norman Hansen vormde hij een duo. Ze werden eind 2019 Europees kampioen en begin 2020 Wereldkampioen in deze discipline. Anderhalf jaar later slaagde het duo in hun opzet en werden ze Olympisch kampioen koppelkoers. Ze sprokkelde uiteindelijk drie punten meer dan de Britse combinatie Ethan Hayter en Matthew Walls. Eind 2021 volgde nog een tweede wereldtitel koppelkoers op rij.
Bij zijn laatste deelname aan de Ronde van Frankrijk in 2024 hielp Mørkøv zijn vaste ploeggenoot Mark Cavendish aan zijn 35e en daarmee recordritzege. Mørkøv reed deze editie van de Ronde van Frankrijk niet uit wegens een besmetting met COVID-19. Hierna nam hij voor de vierde maal deel aan de Olympische Spelen. Tijdens de wegwedstrijd 
eindigde hij als 59e. Op het baantoernooi reed hij samen met Niklas Larsen naar de bronzen medaille in de koppelkoers. Tijdens de wereldkampioenschappen baanwielrennen 2024 in eigen land won hij samen met Niklas Larsen brons in de koppelkoers, waarna hij zijn fiets aan de wilgen hing. Na zijn actieve carrière gaat hij vanaf 2025 aan de slag als bondscoach.

## Palmares

### Baanwielrennen
| Jaar                                | NK                                                         | EK                   | WK                   | OS                   | WB | Overig                                   |
| Junioren                            | Junioren                                                   | Junioren             | Junioren             | Junioren             | Junioren | Junioren                                 |
| ----------------------------------- | ---------------------------------------------------------- | -------------------- | -------------------- | -------------------- | --- | ---------------------------------------- |
| 2001                                | ploegenachtervolging                                       |                      |                      |                      | |                                          |
| 2002                                | achtervolging · ploegenachtervolging                       |                      |                      |                      | |                                          |
| 2003                                | puntenkoers · ploegenachtervolging                         |                      |                      |                      | |                                          |
| Beloften                            |                                                            |                      |                      |                      | |                                          |
| 2005                                |                                                            | koppelkoers          |                      |                      | | UIV Cup: Stuttgart Berlijn Amsterdam     |
| 2006                                |                                                            | koppelkoers          |                      |                      | |                                          |
| Elite                               |                                                            |                      |                      |                      | |                                          |
| 2003                                | ploegenachtervolging                                       |                      |                      |                      | |                                          |
| 2004                                | puntenkoers · ploegenachtervolging                         |                      |                      |                      | |                                          |
| 2005                                | koppelkoers                                                |                      |                      |                      | Sydney: · koppelkoers                                                                                                   |                                          |
| 2006                                | koppelkoers · puntenkoers · ploegenachtervolging · scratch |                      |                      |                      | Sydney I: · koppelkoers · ploegenachtervolging · Sydney II · koppelkoers · ploegenachtervolging · Moskou: · koppelkoers | Cup Danmark Slutklassement: omnium       |
| 2007                                | koppelkoers · puntenkoers · ploegenachtervolging           |                      | ploegenachtervolging |                      | Los Angeles: · koppelkoers · ploegenachtervolging · Sydney: · koppelkoers                                               |                                          |
| 2008                                | koppelkoers · ploegenachtervolging · puntenkoers · scratch | koppelkoers · derny  | koppelkoers          | ploegenachtervolging | Los Angeles: · koppelkoers · ploegenachtervolging · Kopenhagen: · koppelkoers · ploegenachtervolging                    | København 6-dages Ouverture: koppelkoers |
| 2009                                | koppelkoers                                                |                      | koppelkoers          |                      | |                                          |
| 2010                                | koppelkoers                                                |                      |                      |                      | |                                          |
| 2011                                | omnium · koppelkoers                                       | ploegenachtervolging |                      |                      | |                                          |
| 2012                                | koppelkoers                                                |                      |                      |                      | |                                          |
| geen deelnames in 2013.             |                                                            |                      |                      |                      | |                                          |
| 2014                                | koppelkoers                                                |                      |                      |                      | |                                          |
| geen deelnames tussen 2015 en 2017. |                                                            |                      |                      |                      | |                                          |
| 2018                                |                                                            |                      |                      |                      | St.-Quentin-en-Yvelines: · koppelkoers                                                                                  |                                          |
| 2019                                |                                                            | koppelkoers          |                      |                      | Minsk: · koppelkoers |                                          |
| 2020                                |                                                            |                      | koppelkoers          |                      | |                                          |
| 2021                                |                                                            |                      | koppelkoers          | koppelkoers          | | DBCs 3-dagesløb København                |
| 2022                                |                                                            |                      |                      |                      | |                                          |
| 2023                                |                                                            |                      |                      |                      | | DBCs 3-dagesløb København                |
| 2024                                |                                                            | koppelkoers          | koppelkoers          | koppelkoers          | | DBCs 3-dagesløb København                |

#### Zesdaagsen
| Nr. | Jaar | Zesdaagse van  | Samen met             |
| --- | ---- | -------------- | --------------------- |
| 1.  | 2007 | Grenoble       | Alex Rasmussen        |
| 2.  | 2008 | Grenoble (2)   | Alex Rasmussen        |
| 3.  | 2009 | Gent           | Alex Rasmussen        |
| 4.  | 2009 | Kopenhagen     | Alex Rasmussen        |
| 5.  | 2010 | Kopenhagen (2) | Alex Rasmussen        |
| 6.  | 2010 | Berlijn        | Alex Rasmussen        |
| 7.  | 2010 | Fiorenzuola    | Alex Rasmussen        |
| 8.  | 2011 | Kopenhagen (3) | Alex Rasmussen        |
| 9.  | 2012 | Amsterdam      | Pim Ligthart          |
| 10. | 2013 | Kopenhagen (4) | Lasse Norman Hansen   |
| 11. | 2015 | Kopenhagen (5) | Alex Rasmussen        |
| 12. | 2015 | Gent (2)       | Iljo Keisse           |
| 13. | 2017 | Kopenhagen (6) | Lasse Norman Hansen   |
| 14. | 2018 | Kopenhagen (7) | Kenny De Ketele       |
| 15. | 2024 | Rotterdam      | Tobias Aagaard Hansen |

| Aantal | Samen met                                                      |
| ------ | -------------------------------------------------------------- |
| 9      | Alex Rasmussen                                                 |
| 2      | Lasse Norman Hansen                                            |
| 1      | Iljo Keisse Kenny De Ketele Pim Ligthart Tobias Aagaard Hansen |

### Wegwielrennen

#### Overwinningen
2008 - 1 zege
2e etappe Ronde van de Kaap
2011 - 1 zege
Challenge Sprint Pro
2013 - 2 zeges
 Deens kampioen op de weg, Elite
6e etappe Ronde van Spanje
2015 - 1 zege
6e etappe Ronde van Denemarken
2018 - 1 zege
 Deens kampioen op de weg, Elite
2019 - 1 zege
 Deens kampioen op de weg, Elite

#### Resultaten in voornaamste wedstrijden
| Jaar | Ronde van Italië | Ronde van Frankrijk | Ronde van Spanje |
| ---- | ---------------- | ------------------- | ---------------- |
| 2009 |                  |                     |                  |
| 2010 | 129e             |                     |                  |
| 2011 | 155e             |                     |                  |
| 2012 |                  | 93e                 |                  |
| 2013 |                  |                     | 128e (1)         |
| 2014 |                  | 134e                |                  |
| 2015 |                  |                     |                  |
| 2016 |                  | opgave              |                  |
| 2017 |                  |                     | 137e             |
| 2018 | 107e             |                     | 148e             |
| 2019 |                  | 152e                |                  |
| 2020 |                  | 130e                | 121e             |
| 2021 |                  | 138e                |                  |
| 2022 | opgave           | buiten tijd         |                  |
| 2023 |                  | 150e (laatste)      |                  |
| 2024 |                  | opgave              |                  |

| Jaar | Milaan-San Remo | Gent-Wevelgem | Ronde van Vlaanderen | Parijs-Roubaix | E3 Harelbeke | Parijs-Tours |  | WK op de weg |  | Wereldranglijsten |
| ---- | --------------- | ------------- | -------------------- | -------------- | ------------ | ------------ |  | ------------ |  | ----------------- |
| 2009 |                 |               |                      |                |              | 64e          |  |              |  |                   |
| 2010 |                 |               |                      |                |              | 163e         |  | opgave       |  |                   |
| 2011 | 154e            | 85e           | 90e                  |                | 24e          |              |  | 18e          |  |                   |
| 2012 | 98e             | 135e          | opgave               | 59e            | 13e          | 89e          |  |              |  |                   |
| 2013 | 123e            |               | opgave               | 103e           | opgave       | ↑            |  |              |  | 137e (UWT)        |
| 2014 | opgave          | 44e           |                      | 52e            | 23e          | 56e          |  | opgave       |  |                   |
| 2015 |                 |               | opgave               | 29e            | 34e          |              |  | 78e          |  |                   |
| 2016 | 54e             | 10e           | 29e                  | 50e            | 52e          |              |  | opgave       |  | 201e (UWT)        |
| 2017 | 73e             | 103e          | 73e                  | opgave         | 72e          | 69e          |  | 75e          |  | 424e (UWT)        |
| 2018 |                 |               |                      |                |              |              |  |              |  |                   |
| 2019 |                 |               |                      |                |              |              |  | opgave       |  |                   |
| 2020 |                 |               |                      |                |              |              |  |              |  |                   |
| 2021 |                 | 51e           |                      |                |              |              |  |              |  |                   |
| 2022 |                 |               |                      |                |              |              |  | 55e          |  |                   |
| 2023 |                 |               |                      |                |              |              |  | opgave       |  |                   |
| 2024 |                 | opgave        | opgave               |                |              | 121e         |  |              |  |                   |

## Ploegen
- 2005 –  Team GLS
- 2006 –  Team GLS
- 2007 –  Team GLS
- 2008 –  Team GLS-Pakke Shop
- 2009 –  Team Saxo Bank
- 2010 –  Team Saxo Bank
- 2011 –  Saxo Bank Sungard
- 2012 –  Team Saxo Bank-Tinkoff Bank [a]
- 2013 –  Team Saxo-Tinkoff
- 2014 –  Tinkoff-Saxo
- 2015 –  Tinkoff-Saxo
- 2016 –  Team Katjoesja
- 2017 –  Team Katjoesja Alpecin
- 2018 –  Quick-Step Floors
- 2019 –  Deceuninck–Quick-Step
- 2020 –  Deceuninck–Quick-Step
- 2021 –  Deceuninck–Quick-Step
- 2022 –  Quick Step-Alpha Vinyl
- 2023 –  Soudal-Quick Step
- 2024 –  Astana Qazaqstan

2000: Brett Aitken & Scott McGrory ·
2004: Stuart O'Grady & Graeme Brown ·
2008: Juan Curuchet & Walter Pérez ·
2020: Lasse Norman Hansen & Michael Mørkøv ·
2024: Iúri Leitão & Rui Oliveira
Arvesen ·
Bak ·
Bellis · 
Bøchman ·
Breschel ·
Cancellara     ·
Fuglsang ·
Goss ·
Haedo ·
Høj ·
Klemme ·
Klostergaard ·
Kolobnev ·
Kroon ·
Larsson ·
Ljungqvist ·
Lund ·
McCartney ·
Mørkøv · 
O'Grady ·
Rasmussen ·
A. Schleck ·
F. Schleck ·
C. A. Sørensen ·
N. Sørensen · 
Steensen ·
Van Goolen ·
Voigt
Bellis · 
Breschel ·
Cancellara       ·
Cooke ·
Didier ·
Fuglsang ·
J. J. Haedo ·
L. S. Haedo ·
Høj ·
Jørgensen ·
Klemme ·
Klostergaard ·
Larsson ·
Lund ·
Marycz ·
Mørkøv ·
O'Grady ·
Porte ·
Rasmussen ·
A. Schleck ·
F. Schleck ·
C. A. Sørensen ·
N. Sørensen · 
Steensen ·
Voigt
Bellis · 
Boaro ·
Christensen ·
Contador ·
Cooke ·
Didier ·
J. J. Haedo ·
L. S. Haedo ·
Hoestov ·
Hernández ·
Jørgensen ·
Klostergaard ·
Larsson ·
Majka ·
Marycz ·
Mørkøv ·
Navarro ·
Noval ·
Nuyens ·
Porte ·
Roberts ·
C. A. Sørensen ·
N. Sørensen · 
Steensen ·
Tanner ·
Tosatto ·
Vandborg ·
Margaliot (stagiair)
Boaro ·
Cantwell · 
Christensen ·
Contador ·
J. J. Haedo ·
L. S. Haedo ·
Hoestov ·
Hernández ·
Juul-Jensen ·
Jørgensen ·
Klostergaard ·
Kroon ·
Lund ·
Majka ·
Margaliot ·
Marycz ·
Miyazawa ·
Mørkøv ·
Navarro ·
Noval ·
Nuyens ·
Paulinho ·
Pires ·
Roberts ·
C. A. Sørensen ·
N. Sørensen · 
Steensen ·
Tanner ·
Tosatto ·
Vinther
Bennati ·
Boaro ·
Breschel ·
Cantwell · 
Christensen ·
Contador ·
Duggan ·
Hernández ·
Juul-Jensen ·
Jørgensen ·
Kreuziger ·
Kroon ·
Kump ·
Lund ·
Majka ·
McCarthy ·
Miyazawa ·
Mørkøv ·
Noval ·
Petrov ·
Paulinho ·
Pires ·
Roche ·
Rogers ·
C. A. Sørensen ·
N. Sørensen · 
Sutherland ·
Tosatto ·
Zaugg ·
Hansen (stagiair) ·
Poljański (stagiair)
Beltrán · Bennati · Boaro · Breschel · Contador · Hansen · Hernández · Juul-Jensen · Kolář · Kreuziger · Kroon · Kump · Majka · McCarthy · Mørkøv · Paulinho · Petrov · Pires · Poljański · Roche · Rogers · Rovny · C.A. Sørensen · N. Sørensen · Sutherland · Tosatto · Troesov · Valgren · Zaugg · Guldhammer (stagiair)
Basso · Beltrán · Bennati · Boaro · Bodnar · Breschel · Broett · Contador · Hansen · Hernández · Juul-Jensen · Kišerlovski · Kolář · Kreuziger · Majka · McCarthy · Mørkøv · Paulinho · Petrov · Pires · Poljański · Rogers · Rovny · J. Sagan · P. Sagan  · Sørensen · Tosatto · Troesov · Valgren · Zaugg · Gogl (stagiair) · Großschartner (stagiair) · Tolhoek (stagiair)
Belkov · Bystrøm · Guarnieri · Haller · Isajtsjev · Koeznetsov · Kotsjetkov · Kozontsjoek · Kristoff · Lagoetin · Losada · Machado · Mamykin · Mørkøv · Politt · Porsev · Restrepo · Rodríguez · Silin · Špilak · Taaramäe · Tsatevitsj · Tsjernetski · Van den Broeck · Vicioso · Vorganov · Vorobjov · Zakarin · Maes (stagiair)
Belkov · Biermans · Bystrøm · Gonçalves · Haller · Hollenstein · Kišerlovski · Koeznetsov · Kotsjetkov · Kristoff  · Lammertink · Losada · Machado · Mamykin · Martin   · Mathis · Mørkøv · Planckaert · Politt · Restrepo · Špilak · Taaramäe · Vicioso · Würtz Schmidt · Zabel · Zakarin · Havik (stagiair)
Alaphilippe · Asgreen · Capecchi · Cavagna · De Plus · Declercq · Devenyns · Gaviria · Gilbert · Hodeg · Jakobsen · Jungels · Keisse · Knox · Lampaert · Martinelli · Mas · Mørkøv · Narváez · Richeze · Sabatini · Schachmann  · Sénéchal · Serry · Štybar · Terpstra · Vakoč · Viviani
Alaphilippe · Asgreen · Capecchi · Cavagna · Declercq · Devenyns · Evenepoel   · Gilbert · Hodeg · Honoré · Jakobsen · Jungels · Keisse · Knox · Lampaert · Martinelli · Mas · Mørkøv · Richeze · Sabatini · Sénéchal · Serry · Štybar · Vakoč · Viviani 
Alaphilippe  · Almeida · Archbold · Asgreen · Bagioli · Ballerini · Bennett · Cattaneo · Cavagna · Declercq · Devenyns · Evenepoel   · Garrison · Hodeg · Honoré · Jakobsen · Jungels · Keisse · Knox · Lampaert · Masnada · Mørkøv · Sénéchal · Serry · Steels · Steimle · Štybar · Van Lerberghe · Quinn (stagiair) · Vansevenant (stagiair)
Alaphilippe  · Almeida · Archbold · Asgreen · Bagioli · Ballerini · Bennett · Cattaneo · Cavagna · Cavendish · Černý · Declercq · Devenyns · Evenepoel · Garrison · Hodeg · Honoré · Jakobsen · Keisse · Knox · Lampaert · Masnada · Mørkøv · Sénéchal · Serry · Steels · Steimle · Štybar · Van Lerberghe · Vansevenant · Osborne (stagiair) · Van Tricht (stagiair)
Alaphilippe  · Asgreen · Bagioli · Ballerini · Cattaneo · Cavagna · Cavendish · Černý · Declercq · Devenyns · Evenepoel  · Honoré · Jakobsen  · Keisse · Knox · Lampaert · Masnada · Mørkøv · Schmid · Sénéchal · Serry · Steels · Steimle · Štybar · Svrček (vanaf 1/7) · Van Lerberghe · Van Tricht · Van Wilder · Vansevenant · Vernon · Vervaeke · Raccani (stagiair)
Alaphilippe · Asgreen · Bagioli · Ballerini · Cattaneo · Cavagna · Černý · Declercq · Devenyns · Evenepoel    · Hirt · Jakobsen  · Knox · Lampaert · Masnada · Merlier · Mørkøv · Pedersen · Schmid · Sénéchal · Serry · Steimle · Svrček · Van Lerberghe · Van Tricht · Van Wilder · Vansevenant · Vernon · Vervaeke
Ballerini · Battistella · Bettiol (vanf 15/8) · Bol · Brusenskii · Cavendish · Charmig · Fjodorov · Fortunato · Garofoli · Gazzoli · Giditş · Groezdev · Kanter · Koezmin · López · Loetsenko · Maroechin · Mulubrhan · Mørkøv · Pronskii · Scaroni · Schelling · Selig · Syritsa · Tejada · Tsjzjan · Umba · Velasco · Vinokoerov · Goyo (stagiair) · Smirnov (stagiair) · Trezise (stagiair)